# Departementen van Haïti
Haïti is verdeeld in tien departementen (Frans: département; Haïtiaans-Creools: depatman). Deze zijn verder verdeeld in arrondissementen.
| #  | Département | Depatman  | Chef-Lieu      | Chèflye     | Opp. (km²) | Inw.(2015) | Kaart                   |
| -- | ----------- | --------- | -------------- | ----------- | ---------- | ---------- | ----------------------- |
| 1  | Artibonite  | Latibonit | Gonaïves       | Gonayiv     | 4.887      | 1.727.524  | Departementen van Haïti |
| 2  | Centre      | Sant      | Hinche         | Ench        | 3.487      | 746.236    | Departementen van Haïti |
| 3  | Grand'Anse  | Grandans  | Jérémie        | Jeremi      | 1.912      | 468.301    | Departementen van Haïti |
| 4  | Nippes      | Nip       | Miragoâne      | Miragwàn    | 1.268      | 342.525    | Departementen van Haïti |
| 5  | Nord        | Nò        | Cap-Haïtien    | Kap Ayisyen | 2.115      | 1.067.177  | Departementen van Haïti |
| 6  | Nord-Est    | Nòdès     | Fort-Liberté   | Fòlibète    | 1.623      | 393.967    | Departementen van Haïti |
| 7  | Nord-Ouest  | Nòdwès    | Port-de-Paix   | Podpè       | 2.103      | 728.807    | Departementen van Haïti |
| 8  | Ouest       | Lwès      | Port-au-Prince | Pòtoprens   | 4.983      | 4.029.705  | Departementen van Haïti |
| 9  | Sud-Est     | Sidès     | Jacmel         | Jakmèl      | 2.034      | 632.601    | Departementen van Haïti |
| 10 | Sud         | Sid       | Les Cayes      | Lakayè      | 2.654      | 774.976    | Departementen van Haïti |

## Geschiedenis
Een overzicht van de wijzigingen in de departementen van Haïti:
- 1962: Er wordt besloten Haïti te herindelen in negen in plaats van vijf departementen. Dit besluit wordt pas in 1980 uitgevoerd. De oude departementen waren: Artibonite, Nord, Nord-Ouest, Ouest en Sud.
- 2003: Nippes wordt afgesplitst van Grand 'Anse.